# Колма ди Момбароне
Колма ди Момбароне, накратко Момбароне (на италиански: Colma di Mombarone, il Mombarone) е планина в Пенинските Алпи, в Северна Италия, с височина от 2371 м. Визуално тя бележи началото на регион Вале д'Аоста, но административно е изцяло включена в регион Пиемонт. Засяга общините Сетимо Витоне (в Метрополен град Торино), Донато и Граля (в провинция Биела).

## Географско име
На пиемонтски топонимът означава „купчина“, „струпване“. Той съществува и в названието на други планини като напр. Монте Бароне (във Вал Сесера, североизточен Пиемонт) или Монте Барон (във Вал Кастерноне в Грайските Алпи).
Под „колма“ в северната част на регион Пиемонт се има предвид издигнато място – връх, хълм или седловина (както напр. в случая с Колма – подселище на град Биела).

## Геодезия
На върха на Момбароне се намира тригонометричната геодезична точка на Географския военен институт на Италия (IGM), наречена „Монте Колма ди Монбароне“ (на италиански: Monte Colma Di Monbarone) (код 042041), както и тригонометричен връх на първичната рамкова мрежа IGM95, обозначен на място чрез GPS маркер, монтиран върху малък триъгълен метален стълб, наречен „Колма ди Монбароне“ (на италиански: Colma di Monbarone) (код 042905).

## Oписание
Момбароне, заедно със сателитните му планини Монте Кавалгросо (Monte Cavalgrosso), Монте Кавалпиколо (Monte Cavalpiccolo) и Пунта Тре Вескови (Punta Tre Vescovi), поставя началото на планинската част на басейна на река Дора Балтеа и на региона Вале д'Аоста.
Той е кулминацията на три планински хребета: на запад се намират планините Торета (Monte Torretta) (2179 м), Кавалпиколо (Monte Cavalpiccolo) (2190 м) и Кавалгросо (Monte Cavalgrosso) (2227 м), на изток – връх Палие (bric Paglie) (1859 м), а на север – планината Тре Вескови (Punta tre Vescovi) (2347 м).
Планината Тре Вескови (букв. „Три епископа“), разположена на около 400 м североизточно от Колма ди Момбароне, е тройната точка на сливане на 3 провинции: Метрополен град Торино, провинция Биела и Вале д'Аоста, на 3 епархии: Аоста, Биела и Ивреа, и на 3 общини: Граля, Лиян и Сетимо Витоне. На всеки 2 г. там се организира срещата „Три селища нависоко“ (на италиански: Tre paesi in quota) от Pro Loco на трите села.
Геологически планината е изградена от скални образувания (слюдести шисти), част от Субалпийския район на югоизток и от Австроалпийския район на северозапад. Морфологично тя е свързана с мореновия релеф „Ла Сера ди Ивреа“, който произхожда от нейните южни и е внушителна странична морена, оставена от големия ледник (ледникът на Балтеа), преминал през Вале д'Аоста през последните ледникови фази.
Вододелният гребен на реките Елво и Дора Балтеа, след очевидния прорез на алпийския проход Коле дела Лаче, продължава на север към най-високия връх на Биелските Алпи – Монте Марс.
По склоновете на Момбароне минават потокът Киусума (Chiussuma), ляв приток на Дора Балтеа, и потоците Янка (Janca) и Виона (Viona), вливащи се от дясно в река Елво. На територията му има 2 малки алпийски езера: почти пресушеното Момбароне по югозападния склон (1915 м) и Паши (Lago Pasci), от което се ражда потокът Виона, по южния склон (2119 м) при село Донато.
На върха на Момбароне през 1900 г. е построен масивният паметник на Изкупителя, която може да се види и през 2020 г.
Момбароне се вижда отдалеч и доминира над по-голямата част от района на Канавезе и на провинция Биела.

## Туризъм и бягане
Момбароне е планина от предимно туристически интерес, с достъпни пътеки от няколко места в Канавезе и в провинция Биела. Съществуват пътеки, които позволяват да се достигне върха от Тровинас (Trovinasse) – подселище на село Сетимо Витоне (2 часа и половина), от местност Сан Джакомо (San Giacomo) при село Андрате (3 часа), от хълм „Св. Карл“ (Colle San Carlo) при село Граля (3 часа и половина) и от църква „Св. Маргарита“ (Santa Margherita di Lilianes) при село Лиян.
През Коле дела Лаче, на около 1 км северно от върха, преминава маршрутът „Голямо пресичане на провинция Биела“.
Малко по на юг от върха, на 2312 м надм. височина, е разположен заслонът Момбароне (Rifugio Mombarone), отворен свободно от юни до септември. Той е полезна опорна точка за онези, които искат да прекарат нощта близо до върха и да се насладят на гледката към Паданската низина, Приморските Алпи и Апенините.
Изкачването до Момбароне е класическо изкачване с алпийски ски, което може да се направи и със снегоходки.
От 1977 г. между град Ивреа и Момбароне се провежда едно от най-трудните и най-известните маратони в Пиемонт с над 20 км дължина и положителна надм. височина от около 2100 м. Първото му издание е през 1922 г., когато е със свободен маршрут, но след 3 издания събието е забравено. То е възстановено едва през 1977 г. в сегашния му вид и вече има над 30 издания под ръководството на асоциацията „Приятели на Момбароне“. Маратонът е по маркиран маршрут, тръгващ от 253 м надм. височина и стигащ до 2327 м., използваем и по друго време.

### Картография
- Carta dei sentieri della Provincia di Biella 1:25.00 - Biellese nord-occidentale, Provincia di Biella, 2004
- Cartografia ufficiale italiana dell'Istituto Geografico Militare (IGM) in scala 1:25.000 e 1:100.000, онлайн
- Carta dei sentieri e dei rifugi scala 1:50.000 n. 9 Ivrea, Biella e Bassa Valle d'Aosta, Istituto Geografico Centrale – Torino